# 中国共产党第六届中央委员会第四次全体会议
中国共产党第六届中央委员会第四次全体会议（扩大），于1931年1月7日在上海武定路修德坊6号（今武定路930弄14号）秘密召开。

## 议程
这次的召开并未事先通知任何筹备进展，会前才突然通知各位代表前来参加会议，以至于大多数与会者都并不清楚此次会议的实质，部分人认为此次会议为临时召开的紧急会议。
出席六届四中全会的共有37人：
- 中央委员和候补中央委员22人，其中6人为六届三中全会补选
  - 支持派(14人) : 向忠发、周恩来、关向应、罗登贤、任弼时、顾顺章、温裕成、陈云、周秀珠(女)、徐兰芝、袁炳辉、瞿秋白、李维汉、贺昌
  - 反对派(6人) : 罗章龙、史文彬、张金保(女) 、王凤飞、王克全、余飞
  - 动摇派(2人) : 徐锡根、陈郁
- 列席人员15人
  - 支持派(8人) : 王明、沈泽民、王稼祥、陈原道、夏曦、博古、柯庆施、顾作霖
  - 反对派(7人) : 何孟雄、韩连会、许畏三、沈先定、萧道德、邱泮林、袁乃祥

会议召开没多久，与会者就对“此次会议是否是六届四中全会”的问题展开争论。这次会议的成员大多为王明和共产国际代表米夫所直接选定，有中央总书记向忠发、中央军事部部长周恩来、中央宣传部部长瞿秋白、中华全国海员总工会党团书记兼主席陈郁以及罗章龙等22名中央委员和中央候补委员。另外，中华全国总工会党团、共青团中央、“苏准会”及白区党组织代表陈绍禹（即王明，中共江南省委书记）、秦邦宪（即博古，共青团中央宣传部长）、何孟雄（中共江南省委委员）等15人列席了会议。共产国际代表米夫策划和操纵该次全会，扶植王明等人进入中央核心，允许列席代表行使表决权。王明在会上简述了会前他为贯彻共产国际指示而写《为中共更加布尔什维克化而斗争》的观点，抨击李立三是在“左”的形式掩盖下的“右倾机会主义”，指责中国共产党第六届中央委员会第三次全体会议对立三路线未加以进一步的打击，在主要问题上继续着立三路线。

## 通过文件
《中共四中全会决议案》、《中国共产党中央四中扩大会告中国工农红军书》、 《中国共产党中央四中扩大会告在狱革命战士书》

## 人事变动

### 总书记
向忠发

### 政治局常委
向忠发、周恩来、陈绍禹
《陈绍禹王明传记与回忆》中写：“四中全会后，由向忠发、周恩来和陈绍禹组成中央政治局常委会。”《王明同志对于50个问题的回答（一）》中，王明在回答1931年6月向忠发被捕后党的领导机关是由哪些人组成的问题时，明确地说：“向忠发被捕前，中央政治局常委为：向忠发、周恩来和陈绍禹三人。向被捕后没有补新人参加常委。”《关于顾顺章和向忠发的材料》说顾顺章被捕叛变后中央政治局常委是三人，为躲避敌人的追捕，决定不再开常委会，轮流在三人住处接头，向忠发因为家里有个小老婆，“从来不约周、陈到他的住处去接头”，“结果只有周（恩来）、陈（绍禹）二人住处常作常委接头地点”。《关于临时中央政治局和博古同志当总书记问题》的材料也说向忠发被捕叛变后，主持中央工作的就是周恩来、陈绍禹二人。中共中央组织部、中共中央党史研究室、中央档案馆编写的《中国共产党组织史资料》明确地说王明是中共中央政治局常委。

### 改选政治局
选举向忠发、项英、徐锡根、张国焘、陈郁、周恩来、卢福坦、任弼时、王明9人为政治局委员，罗登贤、关向应、王克全、刘少奇、温裕成、毛泽东、顾顺章等7人为政治局候补委员。撤销了瞿秋白、李维汉、李立三3人的政治局委员职务。

### 中央委员
李维汉、贺昌2人的中央委员职务被撤销；补选韩连会、王尽仁、沈先定、刘少奇、夏曦、王明、徐畏三、沈泽民、曾炳春9人为中央委员。

## 会后影响
米夫操控六届四中全会的行为，激起罗章龙、何孟雄、陈郁等工会系统干部和工人出身干部的强烈不满。陈郁返回海总机关后，率先发表反对四中全会的声明。随后，中华全国总工会，上海工会联合会，中华全国铁路总工会，中华全国济难互济总会及反帝大同盟上海党团，“苏准会”上海办事处，天津市委，上海闸北、沪中、沪东、法南区委，江南省委外县工作委员会也陆续发表了反对四中全会的决议案及声明。1月13日，罗章龙、何孟雄、陈郁与中华全国总工会委员长余飞（余茂怀）、女工部长张金保、执行委员李震瀛、史文彬、韩连会、上海工会联合会党团书记王克全、委员长徐畏三（许畏三）、中央职工运动委员会书记徐锡根、京奉铁路总工会主席袁乃祥、中共上海闸北区委书记王凤飞、北满临时特委书记唐宏经等人在上海秘密串联召开“反对四中全会代表团会议”，发表《反四中全会代表团告同志书》、致共产国际信，通过了罗章龙起草的《力争紧急会议，反对四中全会的报告大纲》。接着，王克全召集中共江南省委成员陈治平、蒋云、黄烈文等，公开发表反对中共六届四中全会的声明。何孟雄则与“苏准会”秘书长林育南、“苏准会”上海办事处主任李求实等准备召开上海各级党组织会议，揭批王明。
1931年1月17日，上海各级中共组织以“贯彻六届四中全会精神”为由，组织党员在上海市内各秘密地点分别讨论关于六届四中全会的相关决议。当天中午，军警和便衣特务对中共的几处会议地点进行了包围，一同参与行动的还有上海公共租界巡捕房的巡捕。这些人员首先来到东方旅社，先由一名特务化装成茶房进入房间打探情况，在大致确认后进入房屋，逮捕了李云卿、林育南、苏铁、柔石、冯铿、殷夫、胡也频、彭砚耕等8人，会议的相关文件没来得及销毁就被缉捕人员全部缴获。在留下部分人员埋伏后，国民政府的抓捕人员前往中山旅社，逮捕了在中山旅社开会的阿刚、蔡伯真、欧阳立安、伍仲文4人，并同样留下部分人员埋伏。这一恶性事件的发生，罗章龙、徐锡根、王克全等人认为完全是由王明一派造成的；于是走向极端，用分裂党的行动来反对王明等人。罗章龙另组“中国共产党中央非常委员会”“第二中央”、“第二工会党团”等组织。1月17日，罗章龙掌控下的中华全国总工会在上海召开党团会议，作出了《全总党团对于四中全会扩大会议决议案》，认为四中全会“是继续三中全会调和主义的精神”，要求共产国际“撤换负四中全会主要错误责任的代表”；会议宣布成立由罗章龙、徐锡根、王克全、何孟雄、王凤飞五人任常委的“临时中央干事会”（此即后来通说的“第二中央”），罗章龙任“书记”，徐畏三任“组织部长”，张金保任“女工部长”，李震瀛任“秘书长”；会议还决定将《力争紧急会议，反对四中全会的报告大纲》印成小册子，通过全国总工会系统发到各省总工会，并派人到各地进行活动。1931年1月20日，中央政治局会议通过决议，严厉斥责全总党团、海总党团、“苏准会”决议和全国济难互济总会党团来信；决定撤消罗章龙、徐锡根、王克全等人的职务。1月25日，中共中央发出《为肃清李立三主义，反对右派罗章龙告全体党员和青年团员书》，认为“罗章龙、王克全两同志已经走上了反共产国际反党的道路”。1月27日，中央政治局作出了《关于开除罗章龙中央委员及党籍的决议》和《关于开除王克全同志中央政治局委员和中央委员、王凤飞同志中央委员等问题决议案》。随后，中央政治局又宣布开除王克全、徐畏三、吴雨铭（全总秘书长）等人的党籍。1月31日，罗章龙一派宣布成立“中央非常委员会”，推举张金保为“书记”，徐畏三为“组织部长”2月7日晚上，林育南等24人在龙华看守所被秘密枪决。此即龙华二十四烈士。张金保2月13日主持召开会议，通过《非常委员会致中共中央信》，宣布解散“中央非常委员会”；张金保本人公开承认错误。
罗章龙派人到各地搞“第二省委”、“第二特委”等分裂活动：
- 天津市委书记曹策、京东特委书记李友才、河北省委秘书长吴华梓等立即成立了“河北省紧急会议筹备处”，要求废止四中全会一切决议，立即召开紧急会议，重建中央领导机关。罗章龙派遣原在河北省担任过领导工作的韩连会、袁乃祥、张金刃赶赴天津，与曹策等人联合组建了“第二河北省委”，由张金刃任“书记”，韩连会、曹策分管“组织”和“宣传”。在河北省委下属组织中活动搞“第二特委”、“第二市委”，任命赵作霖（即赵梅生）、袁乃祥分别为北平、唐山市委书记；派白明善、吴正廷到陕北、直南特委进行分裂活动。陕北特委书记赵伯平、直南特委宣传部长刘大风和秘书长喻屏挫败了分裂企图，维护了党的统一。中央派遣陈原道、徐兰芝、贺昌组成中央代表团抵达天津后，立即宣布取消“河北省紧急会议筹备处”，成立中共河北临时省委，赵作霖、袁乃祥、吴华梓等人承认错误，回到临时省委领导下。2月18日，河北临时省委作出了《关于开除张金刃、韩连会、曹策、叶善枝等党籍的决定》。1931年2月。河北临时省委派人到保定传达贯彻中共六届四中全会精神，纠正立三路线，整顿党的组织，保属特委因多数人支持团省委曹策等人“第二省委”的活动而被撤销组织；组建了保定、石家庄两个中心市委和博蠡、涿州两个中心县委，直属河北省委领导。分别负责原保属区域的工作。
- 罗章龙派吴雨铭赴天津，与原中共顺直省委组织部长王仲一及原内蒙古特委书记韩麟符等组成“北方非常委员会”，由吴雨铭任“书记”。2月17日，由于遭人举报，吴雨铭、王仲一、韩麟符等人以“共党案”逮捕、关押，“北方非常委员会”遭到毁灭性的打击。
- 1月17日，中共江苏省委（由江南省委改称）在上海召开常委会，会议决定了新省委的工作分工：王明任书记，陈治平负责农委，王克全负责工联，沈先定负责职委。王克全、沈先定拒绝接受省委分配的工作，在罗章龙的授意下试图接管省委机关，在遭到抵制后，与陈治平、蒋云、吴国治、刘瑞龙等部分省委委员退出江苏省委，另组“第二江苏省委”，由王克全任“书记”，沈先定任“组织部长”。上海闸北区委书记王凤飞、沪中区委书记彭泽湘、沪东区委书记钱静安也分别宣布成立“第二区委”，以蒋云为主任的外县工作委员会宣告外县工作独立。江苏省委组织部部长陈云说服教育下，参加“第二江苏省委”的刘瑞龙、蒋云、陈治平、吴国治等人公开承认了错误；王凤飞、彭泽湘、钱静安等不承认错误，被开除党籍。沪东、沪中区委开除了区委委员罗铁成、姜盘石和王福环、徐松明、王伯堂、周舫、丘队影等人的党籍和职务。
- 唐宏经返回哈尔滨后，立即向北满临时特委成员潘敬久、肖海田等传达了四中全会的有关情况，宣布成立“第二北满特委”。满洲省委宣传部长刘焜（赵毅敏）赴北满临时特委做细致工作，潘敬久、肖海田等公开承认错误。3月1日，中共满洲省委通过了《关于开除唐宏经党籍决议》。
- 罗章龙派李震瀛到香港，建立“第二广东省委”。广东省委代理书记兼组织部长李富春、宣传部长林道文等挫败了分裂企图，维护了党的统一。

1931年7月6日，中央政治局召开会议，宣布解除史文彬、唐宏经、徐畏三、韩连会、张金保等中央委员资格。7月16日，党中央又作出决议，开除史文彬、张金保、李震瀛等人的党籍。